# Iemțeva Dolîna, Novi Sanjarî
Iemțeva Dolîna (în ucraineană Ємцева Долина) este un sat în comuna Malîi Kobeleaciok din raionul Novi Sanjarî, regiunea Poltava, Ucraina.

## Demografie
Componența lingvistică a localității Iemțeva Dolîna
     Ucraineană (100%)
Conform recensământului din 2001, toată populația localității Iemțeva Dolîna era vorbitoare de ucraineană (100%).